# St. Johannes der Täufer und St. Aquilin (Untereßfeld)

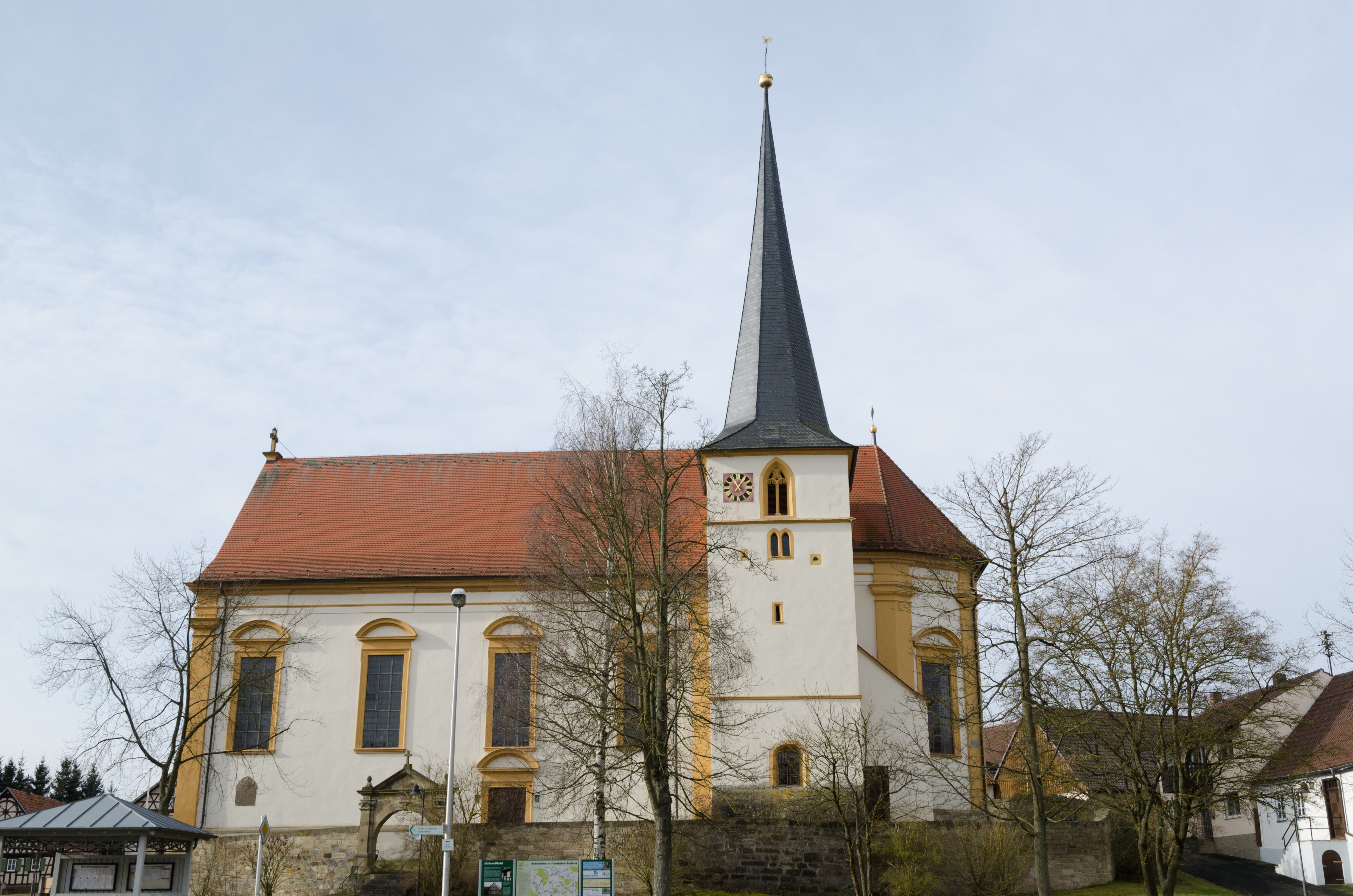
Die Kirche in Untereßfeld

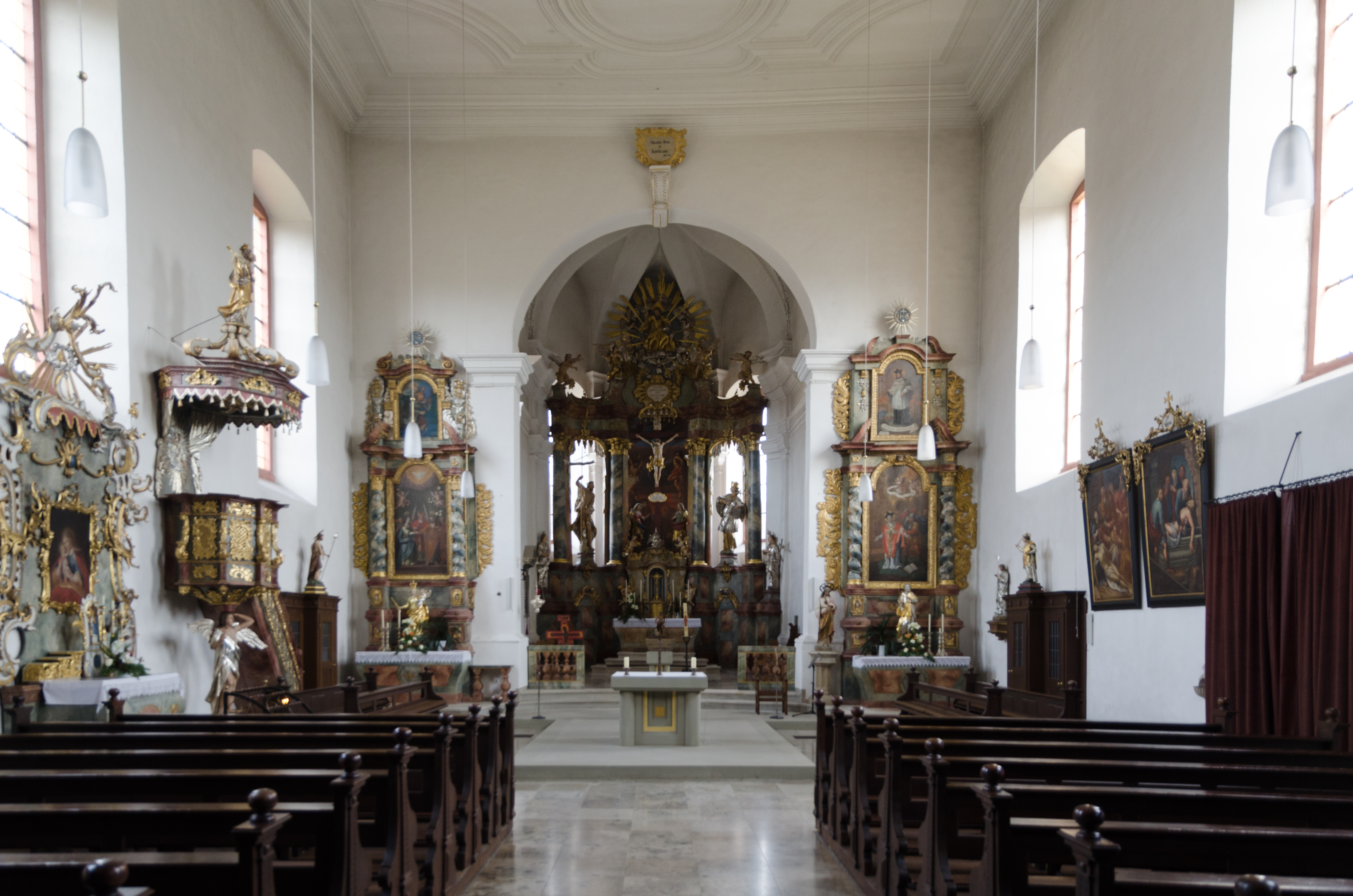
Innenraum der Kirche

Die römisch-katholische Pfarrkirche St. Johannes der Täufer und St. Aquilin ist die Pfarrkirche von Untereßfeld, einem Stadtteil von Bad Königshofen im unterfränkischen Landkreis Rhön-Grabfeld. Die Kirche gehört zu den Baudenkmälern von Bad Königshofen und ist zusammen mit der Kirchhofmauer unter der Nummer D-6-73-141-169 in der Bayerischen Denkmalliste registriert. Die Pfarrei Untereßfeld ist ein Teil der Pfarreiengemeinschaft St. Martin im östlichen Grabfeld.

## Geschichte
Untereßfeld bestand als Pfarrei wohl schon im 8. Jahrhundert und war die Mutterpfarrei für 14 Dörfer. Die heutige Kirche hatte mehrere Vorgängerbauten an der gleichen Stelle. Ihr ältester Bauteil ist der Kirchturm. Er wurde im 15. Jahrhundert erbaut und im Jahr 1612 erhöht. Langhaus und Chor wurden im Jahr 1699 erbaut und im Jahr 1708 eingeweiht.

## Beschreibung
Das Langhaus besitzt vier Fensterachsen und eine flache Stuckdecke. Der nördliche Chor mit Fünfachtelschluss hat ein Kappengewölbe. Die Fenster von Langhaus und Chor sind Segmentbögen. Der Kirchturm an der Ostseite des Chors ist ein Julius-Echter-Turm mit dem charakteristischen spitzen Dach und spitzbogigen Schallfenstern.

## Ausstattung
Der Hochaltar mit viersäuligem Aufbau wurde um das Jahr 1750 geschaffen. Der zentralen Kreuzigungsgruppe sind Figuren der Kirchenpatrone Johannes der Täufer und Aquilin zur Seite gestellt. Die Seitenaltäre wurden um das Jahr 1700 angefertigt. Sie besitzen beide zwei gedrehte Säulen, die mit Weinranken verziert sind. Am rechten Seitenaltar stellt das zentrale Gemälde die Ermordung des heiligen Aquilin dar, das Gemälde im Aufsatz den heiligen Johannes Nepomuk. Auf dem Altarsockel steht eine Figur des heiligen Josef. Im Zentrum des linken Seitenaltars ist die Vermählung Mariens dargestellt, im Aufsatz der heilige Christophorus. Die Figur der Muttergottes mit Kind auf diesem Altarsockel schuf Johann Peter Wagner. An der westlichen Langhauswand ist ein weiterer Marienaltar im Stil des Rokoko aus der Zeit um 1750 aufgestellt. Daneben befindet sich die Kanzel, ein Werk des Malers Johann Michael Köhler aus Königshofen. Die Orgel auf der südlichen Empore wurde im Jahr 1758 von Johann Philipp Seuffert hergestellt und im Jahr 1936 von der Firma Weise in Plattling umgebaut. Zu erwähnen ist auch die 12. Kreuzwegstation, ein Gemälde von Johann Peter Herrlein.